# Ям'яди
Ям'яди́ (рос. Ямьяды, башк. Ямъяҙы) — присілок у складі Янаульського району Башкортостану, Росія. Адміністративний центр Орловської сільської ради.
Населення — 43 особи (2010; 61 у 2002).
Національний склад:
- башкири — 39 %
- татари — 39 %